# Nostoc commune
Nostoc commune is een cyanobacteriesoort uit de familie Nostocaceae. Het is de typesoort van het geslacht Nostoc en komt wereldwijd voor. Het vormt taaie geleiachtige massa's op vochtige aarde in de schaduw.

## Kenmerken
Aan het begin van zijn ontwikkeling heeft het bolvormige vormen, maar is onregelmatig, draadvormig en bladvormig. Deze kunnen samen groeien en een gelatineuze massa vormen met andere kolonie in de buurt.
De cellen zijn bacteriën en hebben dus geen kern of inwendig membraansysteem. Om zich te vermenigvuldigen, vormen ze twee nieuwe cellen wanneer ze delen door binaire splitsing. Langs de trichomen komen grotere gespecialiseerde stikstofbindende cellen voor, heterocysten genaamd, tussen de gewone cellen. De kleur is bij natte omstandigheden blauwgroen, olijfgroen of bruin, maar in droge omstandigheden wordt het een onopvallende, knapperige bruinachtige mat.
Onder ongunstige omstandigheden deze soort gedurende een langere periode inactief blijven en heropleven wanneer de omstandigheden verbeteren en er water beschikbaar komt. De uitgedroogde kolonie is bestand tegen hitte en herhalend bevriezen en ontdooien en produceert geen zuurstof terwijl ze slapen.

## Voorkomen
Nostoc commune is te vinden in vele landen over de hele wereld. Het is in staat om te overleven in extreme omstandigheden, zoals in poolgebieden of droge gebieden. Het is een terrestrische of zoetwatersoort en vormt losse bosjes op grond, op grind en verharde oppervlakken, tussen mossen en tussen kasseien.

## Toepassing
Nostoc commune wordt gegeten als salade in de Filipijnen en wordt ook gegeten in Indonesië, Japan en China. In Taiwan heeft het de bijnaam 雨來菇 yǔ lái gū (wat "paddenstoel na de regen" betekent). Nostoc commune var. flagelliforme staat bekend als 发菜 fàcài in China, dat deel uitmaakt van het voedsel dat traditioneel wordt geserveerd tijdens het nieuwe maanjaar.

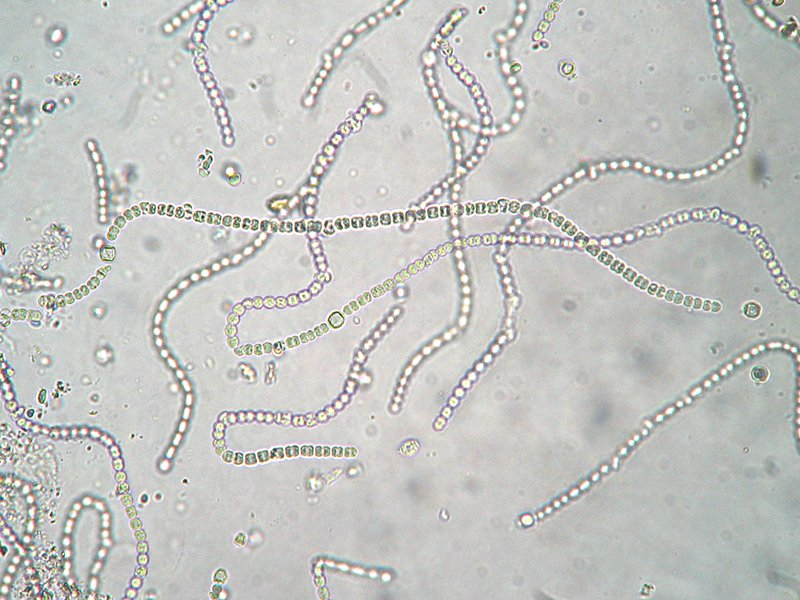